# Cryptoblepharus boutonii
Espèce
Synonymes
- Scincus boutonii Desjardins, 1831

Cryptoblepharus boutonii est une espèce de sauriens de la famille des Scincidae.

## Répartition
Cette espèce est endémique des Mascareignes. Elle se rencontre :
- à Maurice sur l'île principale et sur les îles et îlots voisins ;
- à La Réunion.

Sur l'Ile de la Réunion cette espèce a été considérée comme éteinte depuis 130 ans, mais une population a été redécouverte en 1999.

## Taxinomie
Les sous-espèces des diverses régions ont été élevées au rang d'espèces.

## Étymologie
Cette espèce est nommée en l'honneur au botaniste français Louis Bouton.

## Publication originale
- Desjardin, 1831 : Sur trois espèces de lézard du genre scinque, qui habitent l'île Maurice (Ile-de-France). Annales des Sciences Naturelles, Paris, vol. 22, p. 292-299 (texte intégral).